# Hallwil
Hallwil és un municipi del cantó d'Argòvia (Suïssa), situat al districte de Lenzburg. Hallwil es troba al districte de Lenzburg, al costat esquerre de la vall de Seetal. Es troba a uns 1,5 km al nord-oest del castell de Hallwyl. Consta del poble lineal de Hallwil.
El municipi té una superfície, a partir del 2009, de 2,19 quilòmetres quadrats. D'aquesta àrea, 1,52 km² o el 69,4% s'utilitza amb finalitats agrícoles, mentre que 0,28 km² o el 12,8% són boscos. De la resta del terreny, 0,43 km² o el 19,6% estan poblats (edificis o carreteres).
De la superfície construïda, les naus industrials representaven el 2,7% de la superfície total, mentre que els habitatges i els edificis representaven l'11,0% i les infraestructures de transport el 5,5%. De les terres boscoses, l'11,4% de la superfície total del sòl està molt boscosa i l'1,4% està cobert d'horts o petits grups d'arbres. De les terres agrícoles, el 47,5% s'utilitza per al cultiu i el 18,3% són pastures, mentre que el 3,7% s'utilitza per a horts o conreus de vinya.